# 奥厄-巴特施莱马
奥厄-巴特施莱马（德語：Aue-Bad Schlema，發音：[ˈaʊ̯ə baːt ˈʃleːma]）是德国萨克森州厄尔士山县的城市，面积36.43平方千米，2023年12月31日人口为19,698人。该市镇于2019年1月1日由市镇奧厄和巴特施莱马合并而成。